# Contatto termico perfetto
Il contatto termico perfetto fra la superficie di un solido e l'ambiente in cui è inserito (scambio termico convettivo) oppure fra due solidi (scambio termico conduttivo) avviene quando le temperature della superficie di contatto sono uguali fra loro.

## Condizioni per il contatto termico perfetto
Il contatto termico perfetto prevede che sulla superficie di contatto {\displaystyle A} si verifichi l'uguaglianza delle temperature
{\displaystyle T{\big |}_{}=T_{e}{\big |}_{A}\,}
e dei flussi di calore
{\displaystyle -k{\frac {\partial T}{\partial n}}{\bigg |}_{A}=-k_{e}{\frac {\partial T_{e}}{\partial n}}{\bigg |}_{A}\,}
dove {\displaystyle T,~T_{e}} rappresentano rispettivamente la temperatura del solido e quella dell'ambiente (o quella dell'altro solido); {\displaystyle k,~k_{e}} sono rispettivamente i coefficienti di  conduttività termica del solido e dello strato limite (o del solido); {\displaystyle n} è la normale della superficie {\displaystyle A}.
Se sulla superficie di contatto {\displaystyle A} è presente una sorgente di calore, ad esempio a causa dell'attrito radente, la seconda condizione per il contatto termico perfetto deve essere riscritta per tenerne conto, come segue:
{\displaystyle -k{\frac {\partial T}{\partial n}}{\bigg |}_{A}+k_{e}{\frac {\partial T_{e}}{\partial n}}{\bigg |}_{A}=q\,}
dove {\displaystyle q} rappresenta il termine di generazione di calore per unità di superficie.